# Рамазаново
Рамазаново — деревня в Кувандыкском городском округе Оренбургской области.

## География
Находится на левом берегу р. Сакмара в 7-8 км на северо-востоку от г. Кувандык и 2 км от села Ибрагимово

## Климат
Климат умеренно-континентальный. Времена года выражены чётко. Среднегодовая температура по району изменяется от +4,0 °C до +4,8 °C на юге. Самый холодный месяц года — январь, среднемесячная температура около −20,5…−35 °C. Атмосферных осадков за год выпадает от 300 до 450—550 мм, причём большая часть приходится на весенне-летний период (около 70 %). Снежный покров довольно устойчив, продолжительность его, в среднем, 150 дней.

## История
Основана около 1925 года башкирами, выселившимися из Ибрагимово. По легенде, произошло это в месяц рамазан. Согласно другому преданию, она носит имя основателя — старика Рамазана, который вначале жил в Ибрагимово. До 2014 года входило в Ибрагимовский сельсовет бугурусланского района, после реорганизации этих муниципальных образований в составе Кувандыкского городского округа.

## Население
| 2010 |
| ---- |
| 132  |

Постоянное население составляло 183 человек в 1934 году (43 % татары, 46 % башкиры).